# Челябинская епархия
Челя́бинская епа́рхия — епархия Русской Православной Церкви, объединяющая приходы и монастыри в северной части Челябинской области (в границах Челябинского, Верхнеуфалейского, Карабашского, Копейского, Кыштымского, Миасского, Озёрского и Снежинского городских округов, а также Аргаяшского, Каслинского, Коркинского, Красноармейского, Кунашакского, Нязепетровского, Сосновского и Чебаркульского районов). Входит в состав Челябинской митрополии.
Кафедральный центр — Челябинск. Кафедральный собор — Симеоновский в Челябинске.

## История

### Челябинское викариатство
10 октября 1908 года в рамках Оренбургской епархии учреждено Челябинское викариатство. Местом его размещения был определён оренбургский Успенский Макарьевский мужской монастырь. Первым епископом Челябинским стал архимандрит Теребенской пустыни Тверской епархии Дионисий (Сосновский). 18 октября 1908 года Оренбургская духовная консистория издала указ «Об обязанностях викарного епископа Челябинского».
22 июня 1912 года Оренбургская духовная консистория утвердила предложения епископа Оренбургского и Тургайского Феодосия об изменении обязанностей епископа Челябинского. 9 октября 1913 года указом Святейшего Синода место пребывания епископа Челябинского было перенесено из Успенского Макарьевского монастыря в Челябинск.
11(24) июля 1914 года Святейшим Синодом учреждена «Инструкция для определения дел, подлежащих ведению Преосвященного Челябинского, викария Оренбургской епархии».
30 апреля 1917 года Епископ Серафим (Александров) на викариатском съезде в Челябинске поднял вопрос о реорганизации викариатства в самостоятельную епархию.
2 мая 1917 года сделан первый шаг по созданию самостоятельной Челябинской епархии — выбраны члены Епархиального совета при епископе Челябинском (два священника, протодиакон и миряни), однако в июне 1917 года Оренбургский епархиальный съезд духовенства и мирян принимает решение о приостановлении ходатайства челябинского Викариатского съезда об образовании самостоятельной Челябинской епархии.
В октябре 1917 года епископ Серафим (Александров) возбуждает на Поместном соборе вопрос о создании самостоятельной Челябинской епархии. В марте 1918 года епископ Оренбургский и Тургайский Мефодий направляет в адрес Поместного собора протест против создания самостоятельной Челябинской епархии.

### Челябинская епархия
Вопрос об учреждении Челябинской епархии и других новых епархий и викариатств 8 августа 1918 года рассматривал Поместный Собор, 11 августа — архиерейское совещание, а 3 сентября (по новому стилю) Патриарх Тихон подписал постановление об открытии новых епархий, в том числе Челябинской и Троицкой. На вновь учреждённую самостоятельную кафедру вскоре был назначен и первый архиерей — Гавриил (Чепур), произошло это не позднее октября 1918 года.
В результате раскола одновременно с епархией в подчинении Патриархата существовали обновленческая (1923-37) и григорианская (1927-32) епархии.
С лета 1935 года не замещалась. С 1935 по 1936 годы её территория была отнесена к Омской епархии. После почти полного уничтожения духовенства в ходе «Большого террора» 1937—1937 годов и последовавшего закрытия храмов епархия сократилась до 1 прихода (в Челябинске). С началом возрождения церковной жизни осенью 1943 года до восстановления самостоятельности в 1947 году она относилась к Свердловской епархии.
Однако уже зимой 1948-49 годов вновь ужесточился государственный контроль за деятельностью религиозных организаций, опять начались аресты священнослужителей и закрытия церквей. В 1949 году в епархии были закрыты 3 храма, в 1950 — уже 5.
С 1960 до 1989 года Челябинская епархия, официально не прекращая существования, находилась под временным управлением епископов Свердловских. К концу 1980-х годов Челябинская епархия была небольшой и в ней было по состоянию на 1986 год только 15 приходов и 34 священнослужителя с духовным образованием.
В 1987—1991 годах отношение советских властей к Русской православной церкви резко улучшилось, что привело к значительному росту числа прихожан. Если в 1986 году в Свято-Симеоновском соборе Челябинска крещение приняли только 92 человека, а в 1987 году — 2315 (из них 513 совершеннолетних). Число священнослужителей епархии с духовным образованием в 1989 году составило уже 83 человека. За 1989—1997 годы значительно увеличилось число приходов епархии — с 17 до 68.
26 июля 2012 года из состава Челябинской епархии были выделены Троицкая и Магнитогорская епархии, которые вместе с Челябинской епархией были включены в новообразованную Челябинскую митрополию.
27 декабря 2016 года решением Священного Синода из состава Челябинской епархии была выделена Златоустовская епархия с включением её в состав Челябинской митрополии, а титул архиерея изменён на Челябинский и Миасский.

## Изменения названия
- Челябинская (1918—1926)
- Челябинская и Миасская (1926—1935)
- Челябинская и Златоустовская (1947—1960, 1989—2012)
- Челябинская (с 26 июля 2012)

## Архиереи
Челябинское викариатство Оренбургской епархии
- Дионисий (Сосновский) (14 сентября 1908 — 13 ноября 1914)
- Сильвестр (Ольшевский) (13 ноября 1914 — 4 июня 1915)
- Гавриил (Воеводин) (9 июня 1915 — 26 января 1916)
- Серафим (Александров) (24 марта 1916 — 1 апреля 1918)
- Павел (Борисовский) (23 апреля — 12 июня 1918) на епархии не был, назначение отменено

Челябинская епархия
- Гавриил (Чепур) (сентябрь 1918 — 30 сентября 1919) в епархии не был, эмигрировал, носил титул до смерти
- Дионисий (Прозоровский) (30 сентября 1919 — январь 1926)
- Виссарион (Зорнин) (9 апреля — май 1926)
- Сергий (Васильков) (25 мая 1926 — 19 июня 1927)
- Назарий (Блинов) (1927—1928) в/у, архиепископ Тобольский
- Назарий (Андреев) (1928)
- Симеон (Михайлов) (1928—1929) в/у, епископ Златоустовский
- Павел (Павловский) (2 апреля 1929 — 11 августа 1931)
- Фостирий (Максимовский) (1933) от назначения отказался
- Серафим (Протопопов) (27 марта 1934 — 3 августа 1935) временно управляющий
- Симеон (Михайлов) (5 февраля — 3 июля 1935)

входит в состав Омской епархии 1935—1936
входит в состав Свердловской епархии 1936—1947
в 1937—1943, как и все вдовствовавшие епархии, подчинялась непосредственно Патриаршему Местоблюстителю митрополиту Сергию (Страгородскому)
- Ювеналий (Килин) (12 мая 1947 — 3 июня 1948)
- Алексий (Сергеев) (3 июня — 2 июля 1948, 24 августа 1948 — 17 марта 1950)
- Товия (Остроумов) (17 марта 1950 — 14 марта 1957) в/у, архиепископ Свердловский
- Иоанн (Лавриненко) (14 марта 1957 — 15 июля 1959)
- Михаил (Воскресенский) (15 августа 1959 — 31 мая 1960) в/у, епископ Чкаловский
- Флавиан (Дмитриюк) (31 мая 1960 — 7 июля 1966) в/у, епископ Свердловский
- Леонид (Поляков) (7 июля — 8 октября 1966) в/у, архиепископ Пермский
- Климент (Перестюк) (23 октября 1966 — 8 августа 1980) в/у, епископ Свердловский
- Илиан (Востряков) (ноябрь 1979 — 8 августа 1980) в/у, епископ Солнечногорский
- Платон (Удовенко) (8 августа 1980 — 26 декабря 1984)
- Мелхиседек (Лебедев) (26 декабря 1984 — 10 апреля 1989) в/у, архиепископ Свердловский
- Георгий (Грязнов) (23 апреля 1989 — 27 декабря 1996)
- Иов (Тывонюк) (27 декабря 1996 — 22 марта 2011)
- Феофан (Ашурков) (22 марта 2011 — 30 мая 2014)
- Никодим (Чибисов) (30 мая 2014 — 28 декабря 2018)
- Григорий (Петров) (28 декабря 2018 — 15 апреля 2021)
- Алексий (Орлов) (с 15 апреля 2021)

## Викариатства
- Златоустовское (ныне самостоятельная епархия)
- Копейское (2019—2021)
- Магнитогорское (ныне самостоятельная епархия)
- Троицкое (ныне самостоятельная епархия)

## Благочиния
Епархия разделена на 15 церковных округов (на декабрь 2022 года):
- Архиерейское благочиние, благочинный — протоиерей Борис Кривоногов;
- Верхнеуфалейское благочиние (Верхнеуфалейский городской округ и Нязепетровский район), благочинный — протоиерей Александр Городинский;
- Западное благочиние (Калининский и Курчатовский районы города Челябинска), благочинный — протоиерей Ярослав Иванов;
- Каслинско-Снежинское благочиние (Каслинский и Кунашакский районы, Снежинский городской округ), благочинный — иерей Валерий Борисенко;
- Копейско-Коркинское благочиние (Копейский городской округ, Коркинский муниципальный округ), благочинный — протоиерей Виктор Вавилов;
- Кыштымское благочиние (Кыштымский городской округ и Аргаяшский район), благочинный — иерей Михаил Чирков;
- Миасско-сельское благочиние (Красноармейский район), благочинный — иерей Евгений Новокрещинов;
- Миасское Южное благочиние, благочинный — протоиерей Георгий Крецу;
- Миасское Северное благочиние, благочинный — иеромонах Герман (Чернышев);
- Озерское благочиние (Озерский городской округ), благочинный — протоиерей Димитрий Шорин;
- Северное благочиние (Металлургический район города Челябинска), благочинный — протоиерей Дионисий Смирнов;
- Сосновское благочиние (Сосновский район), благочинный — протоиерей Георгий Артарьян;
- Тюремное благочиние, благочинный — иерей Евгений Кулаков;
- Центральное благочиние (Тракторозаводский и Центральный районы города Челябинска), благочинный — протоиерей Сергий Севастьянов;
- Чебаркульское благочиние (Чебаркульский городской округ и Чебаркульский район), благочинный — протоиерей Димитрий Егоров;
- Южное благочиние (Ленинский и Советский районы города Челябинска), благочинный — протоиерей Алексей Бобылев.

## Монастыри
- Богоявленский монастырь в Челябинске (мужской);
- Одигитриевский монастырь в Челябинске (женский).

## СМИ
периодические издания:
- «Богоявление»
- «Православный Златоуст»
- «Свет Христов»
- «Симеоновская горка»
- «Челябинск православный»
- «Глагол»
- «Православная жизнь»
- «Симеоновский вестник»
- «Симеоновский дневник»
- «Общее Дело!»
- «Благовест», городская православная газета г. Магнитогорска
- Миасс православный

телепередача:
- «Преображение»